# Ramon Zupko
Ramon Zupko (* 14. November 1932 in Pittsburgh, Pennsylvania; † 22. Oktober 2019) war ein US-amerikanischer Komponist und Professor für Komposition.

## Leben
Ramon Zupko studierte in den Jahren 1954 bis 1957 an der Juilliard School in New York City bei Vincent Persichetti. Im Rahmen eines Stipendiums nahm er 1958 und 1959 Kompositionsunterricht an der Wiener Musikhochschule bei Karl Schiske und bildete sich an der Columbia University und in Utrecht im elektronischen Studio weiter. Nach Abschluss seines Studiums arbeitete er von 1966 bis 1971 als Lehrer am Chicago Musical College der privaten Roosevelt University. Er wechselte im Jahr 1971 an die Western Michigan University in Kalamazoo. Dort wurde er Professor und war Gründer des elektronischen Studios, das er von 1991 bis 1997 leitete. Er war Komponist von über 100 Werken.

## Werke
- Ode and Jubilation, 1961
- Conversions, 1966
- Tangents, 1967
- Trichromos, 1973
- Earth and Sky, 1984
- Fantasia for Piano, 2004